# Allocricetulus
Allocricetulus es un género de roedores miomorfos de la familia Cricetidae propios de Asia.

## Especies
Se reconocen las siguientes especies:
- Allocricetulus curtatus
- Allocricetulus eversmanni